# Шајзербитерлемон
Шајзербитерлемон је српска музичка група из Београда. Жанровски се најчешће сврстава у гаражни панк.

## Историја

### Почеци и основни подаци
Група Шајзербитерлемон је основана почетком 2014. године и у почетку је била у склопу Кул хауса, културно-логистичке комуне која је окупљала и друге тада младе београдске бендове: Клотљуде, Визељ, Random, Степу... Првобитну поставу Шајзера чинили су Јован Сибиновић (гитара, вокал), Никола Радосављевић (бас-гитара, вокал) и Ана Ђуровић (бубањ). Први наступ група је одржала 30. марта 2014. у београдском клубу Атом и том приликом је бину делила са саставима Визељ и Warhol.
У мају 2015. Шајзербитерлемон је био један од победника такмичења Converse Rubber Tracks, а као награду је добио снимање у новосадском Студију М.
Дана 11. септембра 2015. године, на свирци у оквиру серијала Концерти на Зидићу, последњи пут је са Шајзерима наступио Никола Радосављевић. Он је недуго потом одлучио да се посвети џез музици, а група је рад наставила са Маријом Марковићем у улози басисте.

### 2017—2018:
Током пролећа 2017. Шајзербитерлемон је спотовима за синглове Чудни људи и На дно најавио дебитанско EP издање. Група је 6. октобра 2017. и објавила обећани EP, а на њему су се уз два најавна сингла нашле још три нове песме. У марту 2018. појавио се и спот за песму Опет он, трећи и завршни сингл са деби EP-a Шајзера.

### 2018—данас:Иза наших зидоваиХали Гали компилација
Шајзербитерлемон је од септембра до децембра 2018. радио на снимању првог дугосвирајућег издања. Албум Иза наших зидова изашао је 10. маја 2019. за загребачку издавачку кућу Geenger Records. Објављивању албума су током раног пролећа 2019. претходили спотови за синглове О идолима и Снег.
Почетком новембра 2019. у продаји се појавила Хали Гали компилација, издање на коме се девет младих београдских гитарских бендова представило са по једном новом песмом. Шајзербитерлемон је за потребе ове компилације снимио нумеру Све сенке, а наступио је и на другом по реду Хали Гали фестивалу. У децембру 2019. састав је спотом пропратио и песму Мрак, трећи сингл са албума Иза наших зидова.

## Чланови

### Садашњи
- Јован Сибиновић — гитара, вокал
- Ана Ђуровић — бубањ
- Константин Јанковић[18] — бас-гитара
- Ђорђе Дабић[19] — гитара

### Бивши
- Никола Радосављевић — бас-гитара, вокал
- Марио Марковић — бас-гитара, вокал

## Дискографија

### Студијски албуми
- Иза наших зидова (2019)
- На дугачким пољима (2022)

### издања
- (2017)

### Учешћа на компилацијама
- Хали Гали компилација (2019) — песма Све сенке

## Награде и номинације
| Година | Категорија    | Номиновано дело                             | Исход      |
| ------ | ------------- | ------------------------------------------- | ---------- |
| 2021.  | Најбољи видео | Мрак                                        | Номинација |
| 2021.  | Рок видео     | Метак                                       | Номинација |
| 2021.  | Режија        | Метак                                       | Номинација |
| 2021.  | Главна улога  | Опет он                                     | Номинација |
| 2021.  | Камера        | Мрак (директор фотографије: Владимир Ђурић) | Освојено   |